# Тано Кудев
Тано Кудев (Данго, Данко) Баровишки е български и гръцки хайдутин и революционер, деец на Гръцката въоръжена пропаганда в Македония, а по-късно на Вътрешната македоно-одринска революционна организация в началото на XX век.

## Биография
Тано Кудев е роден в гумендженското село Баровица, тогава в Османската империя. Неговият брат е също андарт, но към 1912 година живее в Атина. Излиза като харамия и после се присъединява към гръцката пропаганда в района на Паяк планина. По време на подготовката за началото на Балканската война получава директива от гръцките духовни власти да действа съвместно с българите срещу турците и се движи в Кожух планина заедно с революционера от ВМОРО Дельо Калъчев. В края на юли 1912 година се присъединява към четата на Ичко Димитров, който скоро след това елиминира Лазар Доямов. Изпратен е в Петгъс, където убива Ичко и Никола Ичкови заради участието им в убийството на Апостол войвода. Определен е за десетар в четата на Ичко Димитров и отговаря за Ениджевардарско..